# 冨久成寺
富久成寺（ふくじょうじ）は、茨城県古河市に所在する日蓮正宗の寺院。
山号は玉野山（たまのさん）。

## 起源と歴史
- 1303年（乾元2年）- 建立される。開基は日蓮正宗第3祖日目の弟子である日尊。
- 2003年（平成15年） - 創立700周年法要が行われる。

## 寺院周辺
- 古河市立大和田小学校
- 古河市立仁連小学校

## 交通アクセス
- 東北本線古河駅から車で25分